# Haviland Morris
Haviland Morris (Loch Arbour, 14 september 1959) is een Amerikaanse actrice.

## Biografie
Morris is geboren in Loch Arbour, maar bracht haar jeugd door in Hongkong en Singapore waar haar vader werkte in de elektronica industrie. Morris heeft gestudeerd aan de State University of New York at Purchase (onderdeel van State University of New York) in Harrison (New York) (Westchester County), en was onder meer klasgenote van Stanley Tucci.
Morris begon in 1984 met acteren in de film Reckless. Hierna heeft zij nog meerdere rollen gespeeld in films en televisieseries zoals Sixteen Candles (1984), Who's That Girl (1987), Gremlins 2: The New Batch (1990), Home Alone 3 (1997), One Life to Live (2001-2003), Joshua (2007) en As the World Turns (2009-2010).
Morris is getrouwd en heeft hieruit een dochter (1991) en een zoon (2000). Momenteel werkt zij ook als makelaar bij makelaardij Halstead Real Estate.

## Filmografie

### Films
- 2016 Better Off Single - als moeder van Angela
- 2013 Burning Blue - als Grace Lynch
- 2012 Jack and Diane – als moeder van Jack (in productie)
- 2012 Nor'easter – als Ellen Green
- 2012 Nous York - als Mrs. Johns
- 2012 Jack & Diane - als moeder van Jack
- 2011 Oka! – als Lydia Blake
- 2010 Fighting Fish – als Lucy
- 2009 Adam – als Lyra
- 2007 Cherry Crush – als Julia Wells
- 2007 Joshua – als Monique Abernathy
- 2005 The Baxter – als Kate Lewis
- 2003 Rick – als Jane
- 1997 Home Alone 3 – als Karen Pruitt
- 1996 Dear Diary – als Christie
- 1993 The Last Supper – als Shell
- 1990 Gremlins 2: The New Batch – als Maria Bloodstone
- 1990 A Shock to the System – als Tara Liston
- 1990 Andre's Mother – als zus van Cal
- 1990 Love or Money – als Jennifer Reed
- 1989 Love and Other Sorrows – als Dodie Griffin
- 1989 Life Under Water – als Amy-Joy
- 1987 Who's That Girl – als Wendy Worthington
- 1986 George Washington II: The Forging of a Nation – als Henrietta  Liston
- 1985 Royal Match – als Susan
- 1984 Sixteen Candles – als Caroline Mulford
- 1984 Reckless – als Mary Pat Sykes

### Televisieseries
Uitgezonderd eenmalige gastrollen.
- 2016 Quarry - als Susan - 2 afl.
- 2009 – 2010 As the World Turns – als Bridget Lawson – 3 afl.
- 2008 One Tree Hill – als Olivia – 3 afl.
- 2001 – 2003 One Life to Live – als Claire Baxter – 75 afl.
- 2002 – 2003 Third Watch – als Barbara Kenney – 2 afl.

- Bibliothèque nationale de France: cb14208877s (data)
- International Standard Name Identifier: 0000 0001 1450 6609
- Library of Congress Control Number: no2001079585
- Nationale Bibliotheek van Tsjechië: xx0051746
- Nationale Bibliotheek van Israël: 987007429920205171
- Nederlandse Thesaurus van Auteursnamen: 073386944
- SNAC: w6s88dcn
- Virtual International Authority File: 85632306
- WorldCat: E39PBJxRFJFrkJbRJD9PWFMkjC